# لیندوچ، استرالیای جنوبی
لیندوچ (به انگلیسی: Lyndoch) یک شهرک در استرالیا است که در استرالیای جنوبی واقع شده‌است.